# Contra el tiempo
Contra el tiempo, la historia de dos hermanos —en inglés: Against time— es una serie de televisión colombiana producida por Fox Telecolombia para RCN Televisión en 2016, con una historia polémica que aborda el tráfico ilegal de órganos. Una idea original de Alberto "Albatros" González y Alejandro Torres Reyes.  
Está protagonizada por Diego Cadavid y Carolina Ramírez, junto a la actuación especial de Sebastián Martínez, y las actuaciones antagónicas de Eileen Roca, Manuel Navarro, Marcelo Dos Santos, Carlos Manuel Vesga y  Carlos Serrato. Cuenta, además, con las actuaciones estelares de Elkin Díaz, Oscar Borda, Jackeline Aristizabal, Jackeline Arenal y Marcela Carvajal.
La serie está grabada en formato cinematográfico HD.

## Sinopsis
Leonardo Pérez (Diego Cadavid), un escritor colombiano, alcoholizado y fracasado que está radicado en México, un día recibe la llamada de una misteriosa mujer anunciándole que su hermano Daniel Uribe (Sebastián Martinez), un joven y prometedor cirujano, se suicidó y que él debe regresar al país para enterrarlo.
Tras el funeral, Leonardo descubre dos cosas que lo obligarán a quedarse: la primera, que la misteriosa mujer no es otra que Andrea Laverde (Carolina Ramírez), la novia de Daniel, una bella y talentosa artista plástica. La segunda, que Daniel no se suicidó sino que lo mataron.
Leonardo y Andrea se darán a la tarea de encontrar al asesino. En el camino, no sólo descubrirán los vínculos de Daniel con una red de tráfico de órganos humanos, que los llevara a rumbos inesperados; sino que el amor nacerá entre ellos, un amor que cambiará sus vidas para siempre.

## Elenco
- Diego Cadavid - Leonardo Pérez
- Carolina Ramírez - Andrea Laverde
- Sebastián Martínez - Daniel Uribe / Daniel Pérez
- Eileen Roca - Sandra "Sam" Pineda (Villana principal)
- Elkin Díaz - Enrique Blanco
- Jacqueline Arenal - Lucía Pérez
- Marcela Carvajal - Helena de Laverde  (Villana al Final)
- Rafael Arturo Uribe - agente Lopez (Villano)
- Carlos Manuel Vesga - Roberto Cuervo (Villano)
- Óscar Borda - Pablo Calvo
- Marcello Dos Santos -Frank Gómez (Villano)
- Manuel Navarro - Gerardo Laverde (Villano principal)
- Julieth Restrepo - Heidy Dayana Mora Díaz
- Carlos Serrato - Coronel Humberto Mendieta (Villano)
- Juan Manuel Lenis - Fiscal Orlando Cubillos
- Jimena Durán - Natalia
- Santiago Prieto - Nicolás Cuervo
- Marcela Vanegas - Clara María Arango
- Sandra Reyes - Cecilia Caicedo
- Juancho Ortega - Mauricio Escobar
- Patricia Grisales - Bertha de Caicedo
- Manuel Antonio Gómez - Reinaldo Acost
- Claudia Moreno - Verónica Castro
- Mauricio Navas - Raúl
- Alberto Saavedra - Don Fidel
- Alieta Montero - Doña Rosa
- Paola Cairasco - Camila
- Camilo Mejía - Sargento Colmenares
- Juan Carlos Vargas - Dr. Felipe Ángel
- Jacqueline Aristizábal - Beatriz Cáceres
- Susana Rojas - Patricia Pineda
- Paula Estrada - Paola Suárez
- Julian Bustamante - Agente Hernández
- Santiago Soto - Fiscal Fernando Herrera
- Zulma Rey - Lorena
- Gerardo Calero - Juez Infante
- Alison García - Valentina
- Bernardo García

## Curiosidades
Originalmente sus libretistas bautizan la historia bajo el título de "Tráfico", pero por cuestiones de marketing el canal decide rebautizarla para su estreno con el título de "Regálame la vida" y así es como se le conoce fuera de Colombia. Durante su emisión en Colombia, el canal RCN la transmite bajo el nombre de "Contra el tiempo-La historia de dos hermanos".